# 김홍석 (공학자)
김홍석(1957년 6월 9일~2022년 11월 24일, 서울 출생)은 대한민국 로봇공학자이다.
김홍석은 한국생산기술연구원 수석연구원을 역임했으면, 2000년부터 우리나라 로봇정책을 기획한 정책전문가 중의 한 사람이다.  2001년 8월 개인용로봇 중심의 로봇기술 로드맵 작업에 참여하였으며, 2001년 12월 국내 최초·최대의 개인용로봇 국가 연구개발(R&D) 과제인 '퍼스널로봇기반기술개발'에서 과제책임자 및 기획위원장, 총괄책임자로 활동했다. 지능형로봇산업 기반조성을 위한 종합지원체계 구축' 사업의 기획과 총괄책임자를 맡았다. 산업자원부 산업기계과 통합위원으로 참여해 이호길, 김진오, 고경철 등 30여명의 산학연 전문가들과 머리를 맞대며 국내 최초 '지능형로봇산업 비전과 발전전략'을 수립했다. 지능형로봇 사업단장으로서 로봇특별법 제정에 기여해 한국로봇산업진흥원의 존재 근거를 마련했다. 2010년 말까지 생기원에서 로봇종합지원센터장, 차세대 성장동력 지능형 로봇사업단장, 로봇기본계획 기획위원회 위원장, 신성장동력기획단 신산업분과 로봇소위원회 위원장등을 거치면서 국내 로봇정책 수립에 깊숙히 관여해 오면서 오늘날 국내 로봇산업 성장에 토대를 이루었다.

## 약력
- 1973 ~ 1976: 서울고등학교 졸업(28회)
- 1976 ~ 1980: 서울대학교 공과대학 전기공학과, 공학사
- 1981 ~ 1983: 서울대학교 대학원 제어계측공학과, 공학석사
- 1985 ~ 1990: 서울대학교 대학원 제어계측공학과, 공학박사
- 1983 ~ 1987: 한국과학기술연구원(KIST) 계측소자연구실 연구원
- 1990 ~ 1991: 한국과학기술연구원 광전센터(센터장실) Post-Doc.
- 1991 ~ 2022: 한국생산기술연구원(KITECH) 로봇연구실용화화그룹 수석연구원
- 2004 ~ 2022: 과학기술연합대학원대학교(UST) 지능형로봇공학과 교수, KITECH 캠퍼스 책임교수
- 2004 ~ 2013: 한양대학교 ERICA캠퍼스(안산) 겸임교수
- 2004 ~ 2006: 한국생산기술연구원 로봇종합지원센터 센터장

- 2009 ~ 2010: 한국생산기술연구원 융복합연구본부 본부장
- 2016 ~ 2017: 한국생산기술연구원 융합생산기술연구소장[3]
- 2017 ~ 2022: 국민대학교 교수
- 2006 ~ 2009: 산업자원부 차세대성장동력 지능형로봇사업단장
- 2008 ~ 2009: 지식경제부 제1차 로봇기본계획 기획위원회 위원장
- 2008 ~ 2009: 지식경제부 신성장동력기획단 신산업분과 로봇소위원회 위원장
- 2009 ~ 2022: 산업통상자원부 로봇산업정책협의회 위원

## 수상
- 2016년 10월 17일: 한국을 빛내는 70인의 서울공대 박사 선정[4]
- 2021년 10월 27일: 기계로봇항공산업 발전 유공 포상, 국무총리표창[5]